# Robiac-Rochessadoule
Robiac-Rochessadoule is een gemeente in het Franse departement Gard (regio Occitanie). De plaats maakt deel uit van het arrondissement Alès. Robiac-Rochessadoule telde op 1 januari 2022 840 inwoners.

## Geografie
De oppervlakte van Robiac-Rochessadoule bedroeg op 1 januari 2022 10,31 vierkante kilometer; de bevolkingsdichtheid was toen 81,5 inwoners per km².

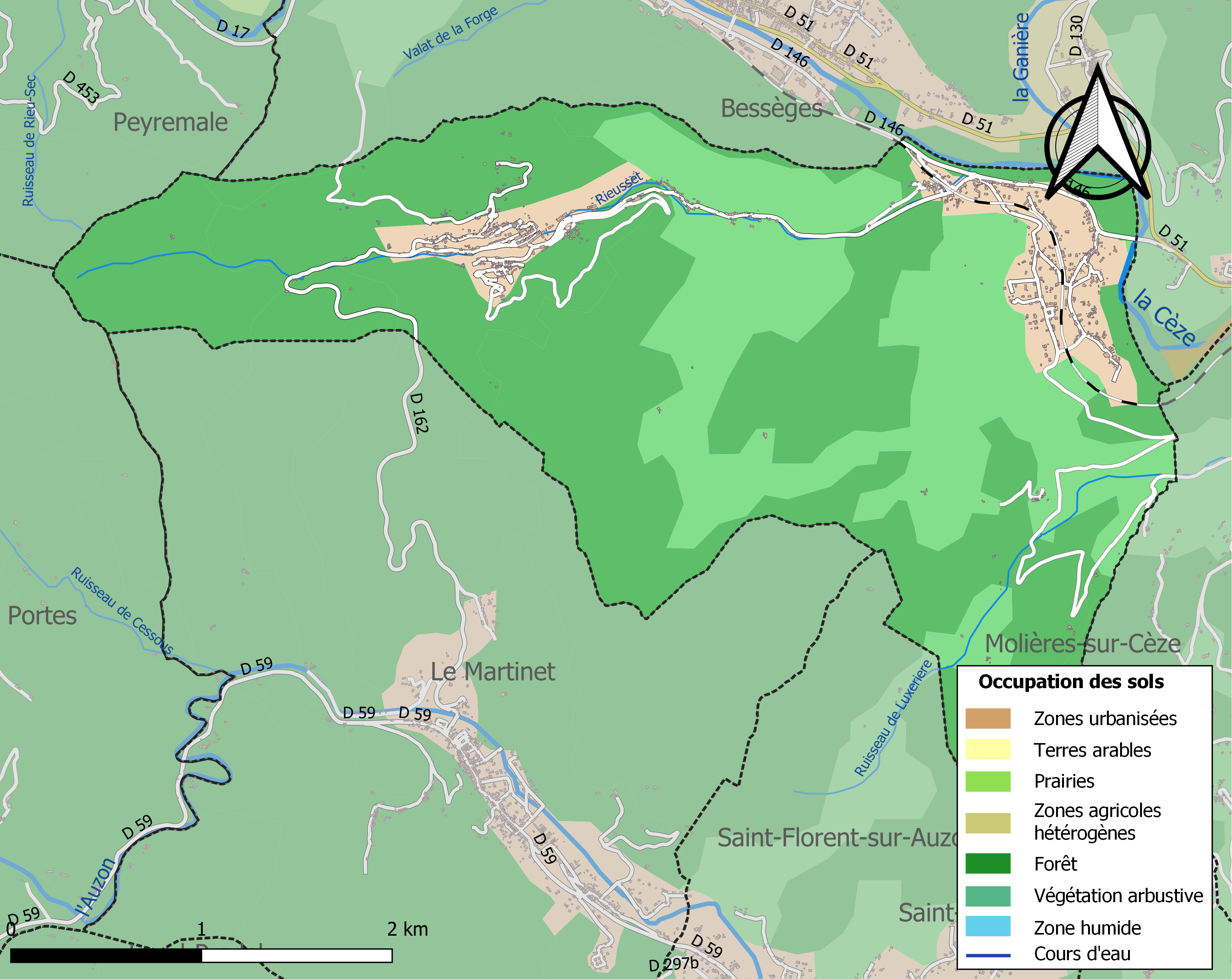
Kaart van de gemeente met belangrijkste infrastructuur, bodemgebruik en omliggende gemeenten

## Demografie
Onderstaande figuur toont het verloop van het inwonertal (bron: INSEE-tellingen).